# Modderduivel
De modderduivel (Cryptobranchus alleganiensis) is een salamander uit de familie reuzensalamanders (Cryptobranchidae). De soort werd voor het eerst wetenschappelijk beschreven door François Marie Daudin in 1803. Oorspronkelijk werd de wetenschappelijke naam Triton alleghaniensis gebruikt.

## Uiterlijke kenmerken
Deze soort kan 30 tot wel 74 centimeter lang worden en dat is erg groot voor een salamander. Zoals alle reuzensalamanders is ook deze soort neoteen; er vindt geen volledige gedaanteverwisseling plaats, hoewel de volwassen dieren wel de kieuwen verliezen en longen krijgen waardoor ze regelmatig adem moeten halen aan de oppervlakte. Ook heeft de salamander een huidplooi op de flank waarin zuurstofopnemende cellen zitten. De kleur is bruin tot grijs, meestal erg donker tot bijna zwart. De staart is sterk zijdelings afgeplat en de poten zijn erg kort en dik. De kop is plat en de huid lijkt enigszins los te zitten en is bedekt met wratachtige bultjes over het hele lijf. De ogen zijn nauwelijks zichtbaar en deze soort lijkt qua bouw sterk op de Japanse reuzensalamander (Andrias japonicus), maar blijft veel kleiner. De modderduivel kan meer dan dertig jaar oud worden.

## Levenswijze
De modderduivel eet voornamelijk kreeftachtigen zoals rivierkreeften maar ook kleine visjes, slakken, wormen en amfibieënlarven. 's Nachts gaat de salamander op jacht en loopt over de bodem. Vijanden zijn voornamelijk roofvissen, maar exemplaren boven de 50 centimeter hebben geen echte natuurlijke vijanden meer vanwege de grootte. Om predatoren af te schrikken scheidt de modderduivel een giftig slijm af.

### Voortplanting
De vrouwtjes leggen ongeveer 300 tot 400 eitjes die in lange strengen worden afgezet onder stenen onder het wateroppervlak. Het mannetje mengt er zijn sperma doorheen ter bevruchting en bewaakt de eitjes vanaf dat moment tot ze na enkele maanden uitkomen.

## Verspreiding en leefgebied
De soort komt voor in het oosten van de Verenigde Staten. De habitat bestaat uit stromende riviertjes met een stenige of grindachtige bodem en zuurstofrijk water. Meestal worden kleine, grot-achtige gaten of spelonken onder stenen als uitvalsbasis gekozen waar het dier overdag verstopt zit.
De grootste bedreiging voor deze salamander is het verdwijnen van de kleine kreeftachtigen waarvan hij leeft. Veel kreeftachtigen zijn zeer gevoelig voor vervuiling en eenmaal verdwenen valt het hoofdvoedsel weg waardoor de salamanders geen overlevingskans hebben.